# Xanthorhoe fulvinotata
Xanthorhoe fulvinotata là một loài bướm đêm trong họ Geometridae.